# Зовсім інша людина
«Зовсім інша людина» (тур. Bambaşka Biri) — турецький телесеріал 2023 року в жанрі драми та створений компанією TIMS&B Productions. У головних ролях — Бурак Деніз, Ханде Ерчел. Перша серія вийшла в ефір 11 вересня 2023 року. Серіал має 1 сезон.Завершився 16-м епізодом, який вийшов у ефір 13 січня 2024 року.

## Сюжет
Головна героїня Лейла перебирається до міста Стамбул, де швидко знаходить собі роботу за фахом. Насамперед на посаді стамбульського прокурора Лейлі доведеться з'ясувати деталі загибелі місцевого бізнесмена. Дівчина починає копати дедалі глибше, стикаючись із новими тонкощами того, що сталося. Незабаром на неї чекає знайомство з Кенаном, молодиком, який працює як журналіст і так само цікавиться смертю бізнесмена, але, до всього іншого, страждає на роздвоєння особистості.

## Актори та персонажі
| Актор                | Роль          |
| -------------------- | ------------- |
| Бурак Деніз          | Кенан Озтюрк  |
| Ханде Ерчел          | Лейла Гедіз   |
| Бегюм Аккая          | Ясемін        |
| Феріт Актуг          | Мурат Ерден   |
| Асли Оркан           | Нухет Ішмен   |
| Гюльчін Хатихан      | Шахінде Гедіз |
| Мутталіп Мюйдеджі    | Екрем Гедіз   |
| Беррін Арисой        | Невін Озтюрк  |
| Джем Давран          | Туран Озтюрк  |
| Угур Узунел          | Тахір Гедіз   |
| Полен Емре           | Нурай Гедіз   |
| Бахадир Ватаноглу    | Гокхан        |
| Ділшах Демір         | Пелін         |
| Мендерес Саманджілар | Ідріс Ташли   |
| Карделен Арнавутоглу | Гульчин Гедіз |

## Сезони
| Сезон | Епізоди | Епізоди | Оригінальний показ | Оригінальний показ | Оригінальний показ |
| Сезон | Епізоди | Епізоди | Перший показ       | Останній показ     | Мережа             |
| ----- | ------- | ------- | ------------------ | ------------------ | ------------------ |
| 1     | 16      | 16      | 11 вересня 2023    | 13 січня 2023      | FOX                |

## Рейтинги серій

### Сезон 1 (2023)
| Серія       | Рейтинг (TOTAL) | Рейтинг (AB) | Рейтинг (ABC1) |
| ----------- | --------------- | ------------ | -------------- |
| 1.          | 3.38            | 3.24         | 4.07           |
| 2.          | 4.53            | 4.91         | 5.31           |
| 3.          | 3,95            | 4.10         | 4.41           |
| 4.          | 3,99            | 4.32         | 4.32           |
| 5.          | 3.28            | 3.31         | 3,89           |
| 6.          | 2.79            | 2.07         | 2,95           |
| 7.          | 2.82            | 2,85         | 3.25           |
| 8.          | 3.39            | 2.67         | 3.19           |
| 9.          | 2.95            | 2,45         | 3.12           |
| 10.         | 2,92            | 2,59         | 3,01           |
| 11.         | 2,46            | 2,10         | 2,29           |
| 12.         | 2,69            | 1,74         | 2,49           |
| 13.         | 1,05            | 0,92         | 1,05           |
| 14.         | 1,25            | 1,05         | 1,51           |
| 15.         | 2,45            | 1,81         | 2,15           |
| 16. (фінал) | 1,97            | 2,38         | 2,25           |

## Нагороди
| Рік  | Премія                       | Категорія             | Номінант                 | Результат |
| ---- | ---------------------------- | --------------------- | ------------------------ | --------- |
| 2023 | 49. Премія «Золотий метелик» | Найкращий серіал      | Зовсім інша людина       | Номінація |
| 2023 | 49. Премія «Золотий метелик» | Найкраща акторка      | Ханде Ерчел              | Номінація |
| 2023 | 49. Премія «Золотий метелик» | Найкращий актор       | Бурак Деніз              | Номінація |
| 2023 | 49. Премія «Золотий метелик» | Найкраща пара серіалу | Ханде Ерчел, Бурак Деніз | Номінація |
| 2023 | 49. Премія «Золотий метелик» | Кращий режисер        | Несліхан Єшилюрт         | Номінація |
| 2023 | 49. Премія «Золотий метелик» | Найкращий сценарій    | Етхем Озишик             | Номінація |